# DFS Habicht
Der DFS Habicht wurde 1936 von Hans Jacobs als vollkunstflugtaugliches Segelflugzeug konstruiert.

## Geschichte
Hans Jacobs entwarf das Flugzeug und die Deutsche Forschungsanstalt für Segelflug führte die wichtigsten Berechnungen durch. Pünktlich zu den Olympischen Sommerspielen 1936 waren vier Exemplare des in Holzbauweise gefertigten Einsitzers fertiggestellt. Über und teilweise sogar im Olympiastadion Berlin zog der Habicht bei Kunstflugvorführungen die Zuschauer in seinen Bann.

### Nutzung bis 1945

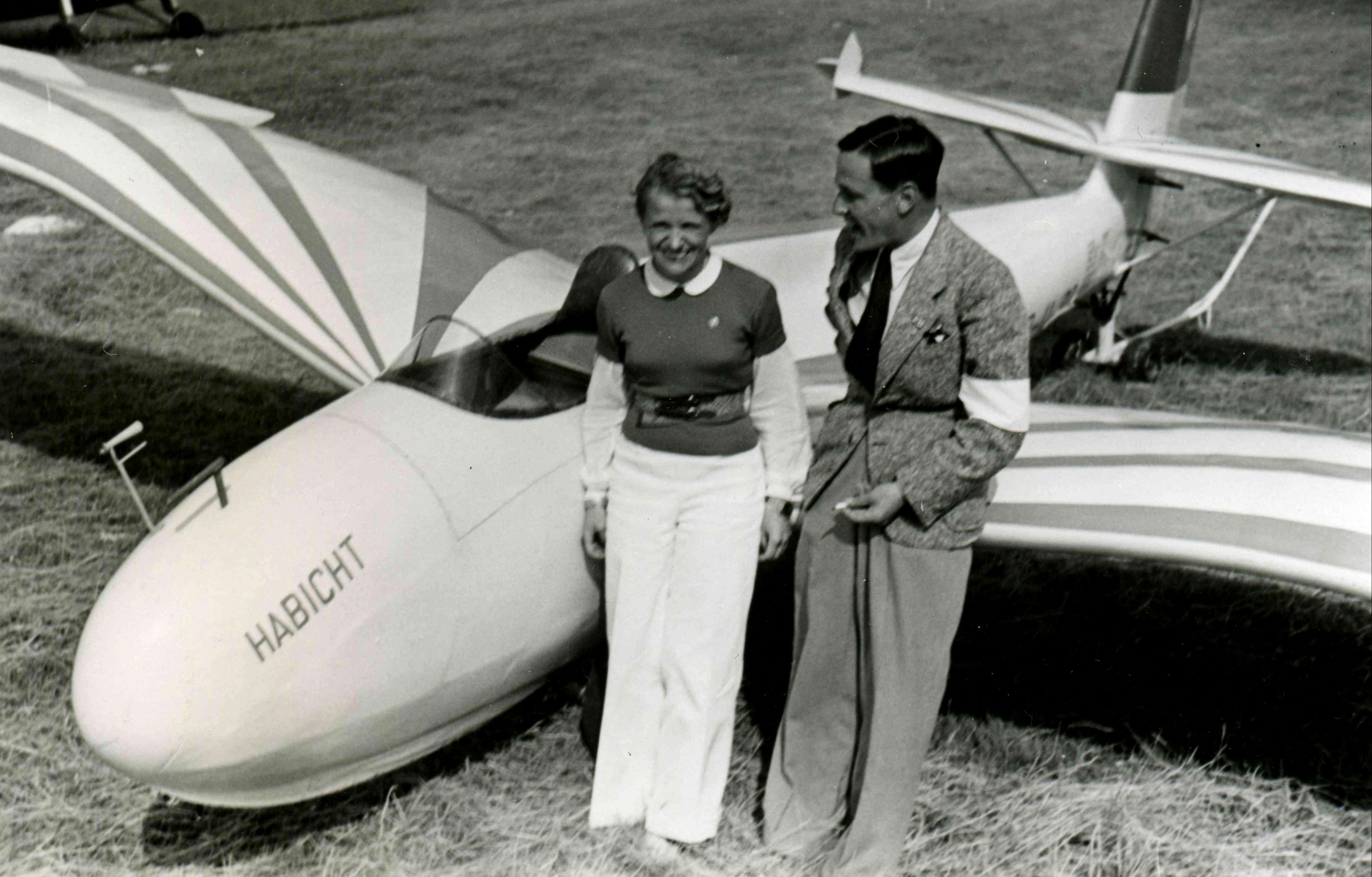
DFS Habicht, 1938 Großflugtag Kassel-Waldau mit Hanna Reitsch und Flugkapitän Knoetsch

Begeistert von den Flugeigenschaften des Habichts zeigte sich auch Hanna Reitsch, die bei internationalen Luftfahrt-Veranstaltungen, wie z. B. 1937 auf dem IV. Internationalen Zürcher Flugmeeting und im Juli 1939 in Brüssel das Publikum unterhielt. 1939 errang der französische Test- und Kunstflugpilot Marcel Doret mit einem Habicht, den er bereits 1938 auf Flugtagen gezeigt hatte, den ersten Weltmeistertitel im Segel-Kunstflug.
Im Zweiten Weltkrieg wurden in Deutschland u. a. Versionen des Habichts mit verminderter Spannweite zum Training zukünftiger Piloten des raketengetriebenen Abfangjägers Messerschmitt Me 163 eingesetzt.

### Nach dem Zweiten Weltkrieg
Wenige Habichte überstanden den Zweiten Weltkrieg.
Im September 1947 eigneten sich Göppinger Segelflieger verschiedene fabrikneue Segelflugzeuge aus der Reichssegelflugschule Teck in Nabern an – darunter einen Habicht. Nach der Wiederzulassung des zivilen Flugbetriebs in Deutschland wurde der Habicht mit dem Kennzeichen D-8002 1952 getauft und für Kunstflugschulung und Flugtage genutzt. Am 12. Januar 1963 brach eine Flugzeughalle in Innsbruck unter der Schneelast ein und zerstörte den dort abgestellten Göppinger Habicht.

## Technische Daten
| Kenngröße             | Daten D-8002 |
| --------------------- | ------------ |
| Besatzung             | 1            |
| Länge                 | 6,58 m       |
| Spannweite            | 13,60 m      |
| Flügelfläche          | 15,82 m²     |
| Gleitzahl             | 21           |
| Rüstmasse             | 235 kg       |
| max. Startmasse       | 350 kg       |
| Höchstgeschwindigkeit | 250 km/h     |

## Erhaltene Flugzeuge

### Originale Flugzeuge
Der einzige original erhaltene Habicht, das Flugzeug von Marcel Douret, ist im Luftfahrtmuseum in Paris ausgestellt.

### Nachbauten

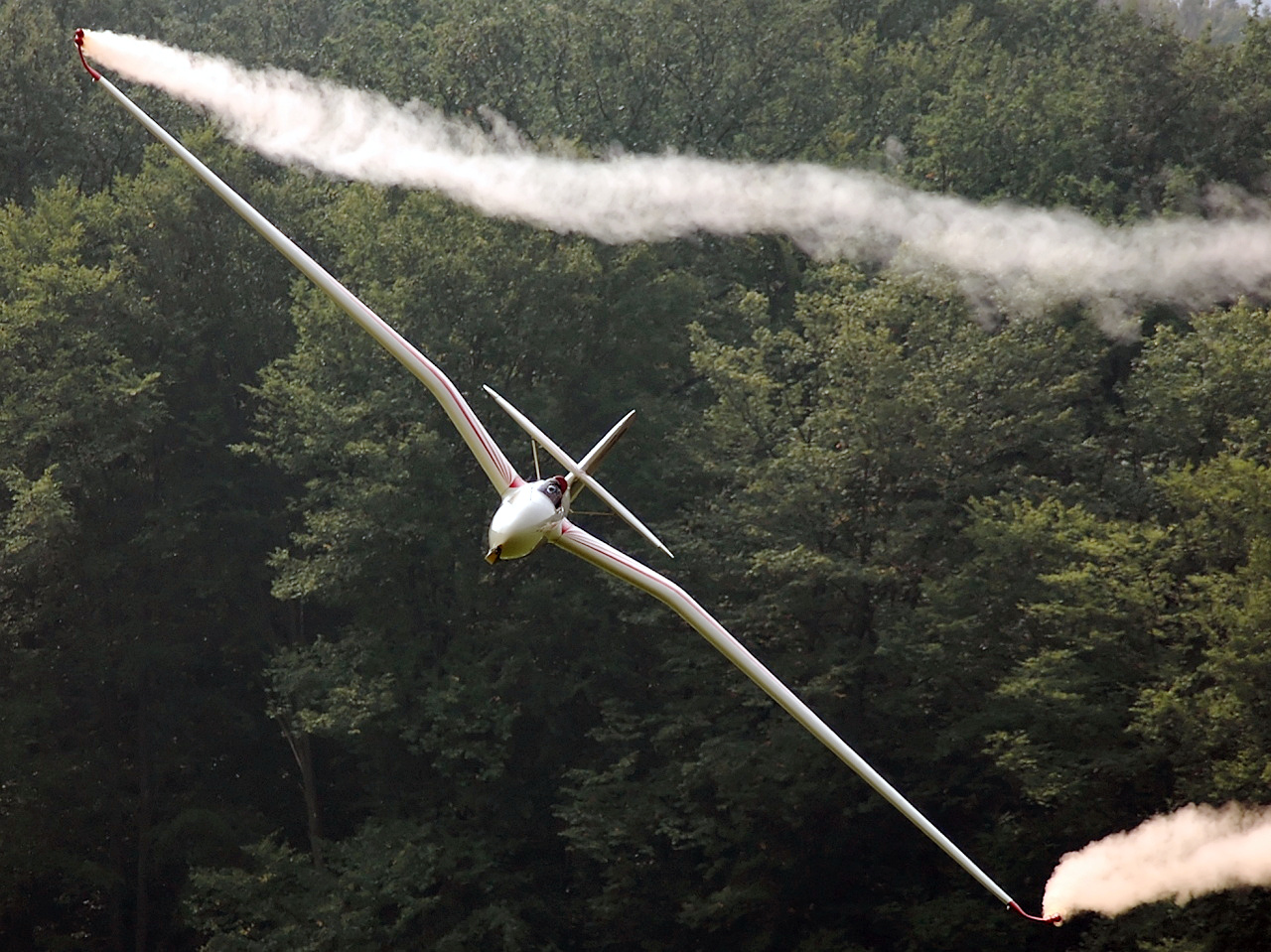
DFS Habicht E D-1901 (Christoph Zahn)

Nach längerer Recherche wurden die zum Teil verschollenen Zeichnungen von Josef Kurz und anderen zusammengetragen und ein Exemplar vom Oldtimer Segelflugclub Wasserkuppe 1987 gebaut. Nach einer längeren Ausstellungszeit fliegt der DFS Habicht D-8002 (mit dem historischen Kennzeichen des oben genannten Habichts) wieder im Flugzeugpark des Clubs.
Ein anderer flugfähiger Habicht (D-1901) wurde von der Familie Zahn nachgebaut und absolvierte im Jahr 2001 erfolgreich den Erstflug.
Mittlerweile fliegt ein dritter Habicht-Neubau (D-6868) beim Flugsportverein Vaihingen/Enz.